# روبرت جورج وينهام هربرت
روبرت هربرت
روبرت جورج وينهام هربرت(12 June 1831 – 6 May 1905) بالإنجليزية (Robert George Wyndham Herbert):كان أول رئيس وزراء لولاية كوينزلاند, أستراليا, وُلد في برايتون Brighton, إنجلترا, تلقى تعليمه في مدرسة إيتون Eton وكلية باليول Balliol في أكسفورد.
مترجم من Robert Herbert